# 김종길 (1921년)
김종길(金鍾吉, 1921년 2월 5일~1999년 1월 31일)은 대한민국의 관료 출신 정치인이다. 제5대 국회의원을 지냈다. 본관은 김녕(金寧).

## 학력
- 일본 주오 대학 법학과 졸업

## 경력
- 1947년 경남도청 계장
- 1956년 국무원 사무처 총무과장
- 1961년 제5대 국회의원 남해군 선거구
- 제일생명보험 고문

## 역대 선거 결과
|  | 0% |

|  | 36.77% |

## 가족 관계
- 배우자: 박경순	 	 	 
  - 장남: 김준식
  - 차남: 김준간
  - 삼남: 김준욱
  - 장녀: 김정숙
  - 차녀: 김혜숙